# Jean Rouaud
Pour les articles homonymes, voir Rouaud.
Jean Rouaud, né le 13 décembre 1952 à Campbon (Loire-Inférieure), est un écrivain français qui a reçu le Prix Goncourt en 1990 pour son premier roman, Les Champs d'honneur.
Les Champs d'honneur est le premier volume d'un cycle romanesque fondé sur la vie de sa famille de la Première Guerre mondiale aux années 1980, cycle qu'il élabore au cours des années 1990.

## Biographie

### Origines familiales et formation
Jean Rouaud est issu d'une famille de la petite-bourgeoisie rurale du département de la Loire-Atlantique (« Loire-Inférieure » jusqu'en 1957), installée à Campbon, près de Savenay, non loin de Saint-Nazaire, où il fait ses études secondaires de 1962 à 1969 au lycée catholique Saint-Louis.
Après avoir passé un baccalauréat scientifique, il étudie les lettres modernes à l'université de Nantes. Ayant obtenu sa licence, il se lance dans une maîtrise avec un mémoire sur le théâtre de Samuel Beckett, que, dans son livre Comédie d'automne (2023), il affirme ne pas avoir achevé.

### Débuts (1974-1988)
Ayant mis fin à ses études, il occupe d'abord des emplois provisoires : pompiste, vendeur d'encyclopédies médicales ou monteur de décors de théâtre.
En 1978, il est engagé au journal nantais Presse-Océan. Comme il le raconte dans Régional et drôle, après avoir travaillé à la sélection des dépêches de l'AFP, il est chargé de rédiger un « billet d'humeur » publié tous les deux jours à la « une » du journal, avec la consigne du rédacteur en chef de « faire régional et drôle ».
Il part ensuite à Paris, où il travaille dans une librairie, puis, pendant quelques années, comme vendeur de journaux dans un kiosque du XIXème arrondissement.
Durant toute cette période il se consacre à l'écriture, raison pour laquelle il ne s'est pas engagé dans une profession plus traditionnelle.

### Débuts littéraires:Préhistoire,Les Champs d'honneur, le prix Goncourt
En 1988, il rencontre Jérôme Lindon, directeur des éditions de Minuit, à qui il soumet un livre intitulé, selon ce qu'il affirme dans Comédie d'automne, Préhistoire. Lindon lui répond qu'il décèle chez lui un talent de romancier, mais que son livre contient trop de digressions poétiques hors-sujet.
Jean Rouaud se remet au travail et transforme Préhistoire en ce que Lindon accepte de publier sous le titre Les Champs d'honneur (Jean Rouaud constate a posteriori que sa digression sur « la pluie en Loire-Inférieure » a passé la censure de l'éditeur).
Les Champs d'honneur est publié au printemps 1990, et bénéficie d'un bon accueil du public, puis de la critique. Il est notamment invité de la première de l'émission de Bernard Rapp, Caractères, qui succède à Apostrophes de Bernard Pivot. Pour cette première émission, Rapp a invité des auteurs de premiers romans.
De façon inattendue, il reçoit même le prix Goncourt, qui lui donne accès à des tirages considérables.

### Suites
Ayant pu de ce fait arrêter l'activité de kiosquier, il écrit dans les années 1990 les quatre romans qui, avec Les Champs d'honneur, forment un cycle romanesque racontant l'histoire de sa famille et de sa propre enfance et adolescence.
En 2000, il est président du jury du prix du Livre Inter et du prix Jeune Mousquetaire du premier roman en 2014.
En 2001, il quitte les Éditions de minuit pour les éditions Gallimard, qu'il quitte en 2014 pour les éditions Grasset & Fasquelle.
En 2014, il publie aux éditions Dialogues, Éclats de 14, sur la Première Guerre mondiale, qui est très présente dans son oeuvre, notamment dans Les Champs d'honneur.
Depuis 2015, il tient une chronique hebdomadaire dans L'Humanité.

## Présentation de l'œuvre
- Si vous ne connaissez pas le sujet, laissez ce bandeau (vous pouvez alors contacter les auteurs).
- Si vous supprimez le contenu mis en cause (vous pouvez préalablement contacter les auteurs),

argumentez précisément cette suppression dans la page de discussion
(un manque de référence n'est pas un argument ; une recherche réelle de référence doit avoir été effectuée, être formellement documentée).

### Le cycle romanesque familial et autobiographique
Marqué par la mort de son père au lendemain du jour de Noël 1963, alors qu'il n'a que onze ans, et par celle de deux autres proches parents au début de l'année 1964, Jean Rouaud ressuscite au fil de ses œuvres une famille décimée, à l'aide de mots simples et de clins d'œil remplis de malice et de tendresse. La mort de sa mère a lieu en 1996, avant qu'elle ait pu lire les lignes qu'il lui consacre dans ses derniers romans.
Dans ces récits familiaux, les événements ne sont pas exposés dans l'ordre chronologique ; le récit est en général constitué d'une suite de digressions, sans devenir cependant difficile à suivre. Sur un plan pratique, on peut noter que, dans les trois premiers livres du cycle, Jean Rouaud change les noms et prénoms de plusieurs personnages et de certaines localités : en particulier, il parle de « Random » et non de « Campbon » et n'énonce pas le nom de Rouaud. Ce n'est que dans le quatrième livre, publié après la mort de sa mère, qu'il renonce à ces artifices littéraires.
- Les Champs d'honneur est construit autour des deux décès qui ont suivi la mort de son père : celui du grand-père maternel, Alphonse Burgaud, ancien tailleur à « Riancé » (Riaillé) et celui d'une tante de son père, Marie, ancienne institutrice. Il évoque longuement ces deux personnalités, puis d'autres défunts : les deux oncles de son père, Joseph et Émile, morts pendant la Première Guerre mondiale (ce qui est l'origine du titre) ; les parents de son père, Aline et Pierre, morts en 1940 et 1941.

- Des hommes illustres est centré sur le père de Jean Rouaud, Joseph. La première partie évoque les dernières années de sa vie, du point de vue professionnel, comme représentant de commerce ; ses relations familiales ; ses relations avec d'autres habitants du village ; les circonstances de son décès. Dans la deuxième partie sont évoquées les années de guerre : son départ pour le STO, son évasion en gare de Nantes, son séjour clandestin dans une ferme à « Riancé » puis son retour à Nantes où il travaille dans un atelier de menuiserie. Le livre se termine le 16 septembre 1943, date du premier grand bombardement de Nantes, subi à la fois par Joseph et par sa future épouse, Anne Burgaud, venue à Nantes par hasard ce jour-là.

- Dans Le Monde à peu près, Jean Rouaud évoque d'abord ses études secondaires comme pensionnaire au lycée Saint-Louis (rebaptisé « Saint-Cosmes »), essentiellement ses années de sixième (1962-63) et de cinquième (1963-64), l'année du décès de son père ; ses expériences comme footballeur amateur et peu doué au club de « L'Amicale logréenne » ; ses problèmes de vue (l'origine du titre : atteint d'une myopie grave, il refuse cependant de porter des lunettes et voit le monde très flou au-delà de quelques mètres) ; ses premiers essais littéraires et ses essais musicaux (guitare mais aussi violon, un héritage de son grand-père).
Dans une deuxième partie, il raconte quelques épisodes de sa vie d'étudiant à Nantes. Le récit est ici plus linéaire et supposé se dérouler sur quelques jours. Il retrouve successivement deux anciens camarades du lycée Saint-Cosmes, en particulier « Gyf » qui lui propose de réaliser la bande-son d'un film expérimental. Après plusieurs péripéties gastronomiques (une monumentale beuverie), politique (participation à une AG et à une manifestation contre la réforme des sursis[7]) et sentimentale (rencontre avec une amie de Gyf), la dernière suivie d'une déconvenue, le héros, déçu, se lance dans une course à l'aveugle à travers la ville ; elle se termine place Saint-Pierre par une chute sur un tuyau des pompiers en train de lutter contre l'incendie de la cathédrale de Nantes[8]. Quelques jours plus tard, alors qu'il travaille à la sonorisation du film de Gyf, il bloque la bobine avec son archet et provoque la destruction de la pellicule. Le récit se termine par une fuite peu glorieuse sur un Solex poussif (un des traits de ce livre est la propension à l'autodérision).

- Pour vos cadeaux est consacré à la mère de Jean Rouaud, Annick Brégeau (Anne Burgaud dans les trois premiers livres). La personnalité de son père est cependant très présente, notamment à travers le titre : on apprend en effet (p. 152) qu'il avait commandé « à un faïencier de Quimper une série de cendriers marqués Pour vos cadeaux / Maison Rouaud ». Ce livre évoque un certain nombre d'événements : outre la mort du père, le bombardement du 16 septembre 1943 à Nantes, le mariage en 1946, la mort en 1947 d'un premier né, peu après sa naissance, victime du choléra dans une maternité nantaise ; la longue période de survie de la mère à partir de 1964 ; la période où elle s'investit totalement dans son activité commerciale, qui ne prend fin qu'avec la maladie, rapidement suivie de sa mort, à l'hôpital de Nantes.

- Dans Sur la scène comme au ciel, Jean Rouaud adopte un point de vue distancié sur ses précédents livres. La première partie concerne la période de la maladie et de la mort de sa mère mais établit aussi une sorte de dialogue entre la mère et le fils à propos de son œuvre ; cette partie comporte de nombreuses citations de Pour vos cadeaux et est constituée par une suite de monologues intérieurs où Je représente alternativement Jean Rouaud et sa mère, jusqu'à l'instant fatal. La seconde partie expose de façon d'abord objective, puis de plus en plus irréelle, les funérailles de la mère de Jean Rouaud et leurs suites. La troisième partie reprend la biographie paternelle en se plaçant du point de vue des amis de Joseph Rouaud, peu satisfaits de la façon dont il a été présenté par son fils. À cette occasion, il rectifie l'épisode de l'évasion du STO, qui a eu lieu, très logiquement, en gare de Savenay et non en gare de Nantes.

### Autres œuvres autobiographiques
- Régional et drôle regroupe plusieurs textes, dont le premier, le plus long donne son titre au recueil. Le texte Régional et drôle débute par l'expérience de Jean Rouaud à Presse-Océan, mais il passe ensuite à une étude de ce qu'est pour lui la littérature, évoquant notamment le personnage d'Arthur Rimbaud, sur lequel il écrivait au début des années 1970. Ce texte se termine par un aspect de son projet initial (p. 36) : faire de ce milieu de nulle part [c'est-à-dire : Campbon, Loire-Inférieure] un lieu mythique. Les autres textes évoquent : l'école primaire ("Honoré Honorat"), la période du kiosque ("Station les sœurs Calvaire"), les vacances d'été dans les années 1960 ("L'été en play back"), l'avenir proche ("Bibi en l'an 2000")

## Œuvre

### Romans et récits
- 1990 : Les Champs d'honneur,  Minuit — prix Goncourt 1990[6]
- 1993 : Des hommes illustres, Minuit
- 1996 : Le Monde à peu près, Minuit[9],[10]
- 1998 : Pour vos cadeaux, Minuit[11]
- 1999 : Sur la scène comme au ciel, Minuit
- 2004 : L'Invention de l'auteur, Gallimard
- 2006 : L'Imitation du bonheur, Gallimard
- 2009 : La Femme promise, Gallimard[12]
- 2011 : La Vie poétique 1 : Comment gagner sa vie honnêtement, Gallimard[3]
- 2012 : La Vie poétique 2 : Une façon de chanter, Gallimard[13]
- 2014 : La Vie poétique 3 : Un peu la guerre, Grasset[14],[15]
- 2015 : La Vie poétique 4 : Être un écrivain, Grasset[16]
- 2019 : La Vie poétique 5 : Kiosque, Grasset[17],[18],[19],[20]
- 2023 : La Vie poétique 6 : Comédie d'automne, Grasset

### Théâtre
- 1997 : Les Très Riches Heures, Minuit
- 2006 : La Fuite en Chine, Les Impressions nouvelles (Bruxelles)
- 2017 : Stances, spectacle poétique, Busclats
- 2022 : Juge de Montaigne, tragi-comédie, Seghers

### Essais et écrits divers
- 1998 : Le Paléo-circus, Flohic
- 1999 : Cadou Loire-Intérieure, Joca Seria (Nantes) — texte écrit pour l'émission consacrée à René Guy Cadou dans la série de Bernard Rapp, Un siècle d'écrivains
- 2001 : La Désincarnation, Gallimard
- 2001 : Régional et drôle, Joca Seria
- 2001 : Les Corps infinis, Actes Sud — texte sur des peintures de Pierre-Marie Brisson
- 2007 : Préhistoires, Gallimard — préhistoire revisitée sur le thème sur la genèse de l'art pariétal
- 2008 : La Fiancée juive, Gallimard[21]
- 2009 : Souvenirs de mon oncle, Naïve — revisite du film de Jacques Tati
- 2010 : Évangile (selon moi), Busclats
- 2013 : Manifestation de notre désintérêt, Climats[22]
- 2014 : Éclats de 14, Dialogues (Brest)
- 2015 : Misère du roman, Grasset
- 2016 : Tout paradis n’est pas perdu, Grasset
- 2018 : La Splendeur escamotée de frère Cheval ou Le Secret des grottes ornées, Grasset
- 2020 : L'Avenir des simples, Grasset
- 2021 : La Constellation Rimbaud, Grasset
- 2022 : Qui terre a, guerre a, Grasset
- 2023 : Shabbat, ma Terre, Gallimard

### Livres illustrés et bandes dessinées
- 1999 : Carnac ou le Prince des lignes, livre illustré, Seuil
- 2002 : La Belle au lézard dans un cadre doré, illustrations de Yan Nascimbene, Albin Michel
- 2005 : Les Champs d'honneur, adapté en bande dessinée par Denis Deprez, Casterman[23]
- 2007 : Moby Dick, scénario de Jean Rouaud, dessin de Denis Deprez, Casterman[24]
- 2021 : Vous avez connu Rimbaud ?, scénario de Jean Rouaud, illustrations de Rachid Maraï, Dunod